# Alban Bensa
Pour les articles homonymes, voir Bensa.
Alban Bensa, né le 18 septembre 1948 à Paris 7e et mort le 10 octobre 2021, à Bobigny, est un anthropologue français.

## Biographie
Alban Bensa est anthropologue, directeur d'études à l'École des hautes études en sciences sociales et spécialiste de la Nouvelle-Calédonie et de la culture du peuple kanak. Il collabore au journal en ligne En attendant Nadeau.

## Publications
- Les Chemins de l'alliance : l'organisation sociale et ses représentations en Nouvelle-Calédonie, région de Touho, aire linguistique cèmuhî, avec Jean-Claude Rivierre ; illustrations d'Hélène Bensa, Paris : SÉLAF, 1982.
- Chroniques Kanak : l'ethnologie en marche, Paris : Peuples autochtones et développement, Survival international (France), 1995.
- Nouvelle-Calédonie, vers l’émancipation, coll. « Découvertes Gallimard / Histoire » (no 85), Paris, Gallimard, 1998 (Nouvelle édition actualisée et augmentée de l'ouvrage paru sous le titre Nouvelle-Calédonie : Un paradis dans la tourmente, 1990).
- Ethnologie et architecture : le Centre culturel Tjibaou, Nouméa, Nouvelle-Calédonie, une réalisation de Renzo Piano, Paris : A. Biro, 2000.
- La fin de l'exotisme : essais d'anthropologie critique, Toulouse : Anacharsis, 2006
- Après Lévi-Strauss : pour une anthropologie à taille humaine, entretien mené par Bertrand Richard, Paris : Textuel, 2010[4].
- Les sanglots de l'aigle pêcheur. Nouvelle-Calédonie : la Guerre kanak de 1917, par Alban Bensa, Yvon Kagué Goromoedo, Adrian Muckle, + CD (Ed. Anacharsis, Toulouse), 2015

## Travaux d'édition
- Les filles du rocher Até : contes et récits paicî, [textes réunis par] Alban Bensa et Jean-Claude Rivierre ; les narrateurs, Barthélémy Bwérékëu, Cécile Göröipëwé, Clément Görömôtö... [et al.], Paris : Geuthner ; Nouméa : ADCK, 1995.
- Michel Millet (1863-1920), 1878 : carnets de campagne en Nouvelle-Calédonie, précédés de La guerre d'Ataï : récit kanak, présentation par Alban Bensa, Toulouse : Anacharsis, 2004.
- Histoire d'une chefferie kanak, 1740-1878, récits paicî traduits et présentés par Alban Bensa et Atéa Antoine Goromido ; titre de l'ensemble : Le pays de Koohnê, Nouvelle-Calédonie, Paris : Éd. Karthala, impr. 2005
- Les politiques de l'enquête, sous la direction d'Alban Bensa et de Didier Fassin, Paris, La Découverte « Recherches », 2008,  (ISBN 9782707156563).